# إيال عوفر
إيال عوفر (بالعبرية: אייל עופר‏) ملياردير إسرائيلي تقدر ثروته حتى سبتمبر 2016 9.1 مليار دولار. رئيس مجلس الإدارة لعدة شركات أهمها شركة الفوسفات الأسرائيلية وتعتبر شركة خاصة تمتلك حق أستخراج الفوسفات وشركات أخرى منها Ofer Global، Zodiac Maritime Ltd ، Global Holdings.

## نشأته
كان سامي عوفر والد إيال، يصُنف سابقاً أغنى رجل في إسرائيل قبل وفاته في عام 2011 لتقسم بعدها ثروة العائلة بين إيال وشقيقه إيدان عوفر الذي تقدر ثروته الشخصية بـ3.7 مليار دولار.
وتقدر ثروات المليارديرات الـ17 في إسرائيل مجتمعة 48.2 مليار دولار..